# クアンド・ロンド
タイキアン・テレル・ボウマン（Tyquian Terrel Bowman、1999年3月23日 - ）は、クアンド・ロンド（Quando Rondo）として知られるアメリカ合衆国のラッパー、歌手、ソングライターである。2018年のシングル「I Remember」（リル・ベイビーが客演参加）のリリース直後、ヤングボーイ・ネヴァー・ブローク・アゲインのアトランティック・レコード傘下のレーベルであるネヴァー・ブローク・アゲインと契約した。

## 生い立ち
タイキアン・テレル・ボウマンことクアンド・ロンドはジョージア州サバンナで生まれ育った。音楽に興味を持つ前、ボウマンは高校時代に陸上競技に参加していた。10代の頃には少年拘置所で過ごした時期もあった。2017年には郡の刑務所で数ヶ月を過ごし、10月に釈放された。その時、彼は音楽をフルタイムで追求することを決意した。10代の頃には、ローリン・60s・ネイバーフッド・クリップスのサバンナとアトランタのサブセットにも加入していた。
クアンド・ロンドは、自身のニックネーム「クアンド」と彼が好きなバスケットボール選手のレイジョン・ロンドのを掛け合わせた。彼はチーフ・キーフ、リッチ・ホーミー・クワン、ヤング・サグ、カモフラージュを聴いて育った。

## キャリア

### 2017–2019年：キャリアの始まり、『Life B4 Fame』、『Life After Fame』、『From the Neighborhood to the Stage』
ボウマンは2017年に「クアンド・ロンド」というステージネームを名乗り始めた。これは彼のニックネーム「タイ・クアンド（Ty-Quando）」に由来し、「ロンド」は語呂の良さから付け加えられた。クアンドの最も初期の曲は2017年3月1日に遡り、「Gangsta Bitch」と題されたトラックを自身の公式SoundCloudページに直接アップロードした。
2017年11月、刑務所から釈放された後、彼は収監中に書いた「I Remember」というタイトルのフリースタイルをYouTubeで公開し、瞬く間にバイラルヒットとなった。2018年1月、彼はラッパーのリル・ベイビーをフィーチャーした楽曲「I Remember」をリリースした。その後、「Motivation」と「Paradise」という曲をリリースした。これら3曲すべてのビデオはYouTubeで数百万回の再生回数を記録した。これがきっかけとなり、2018年4月17日にデビューミックステープ『Life B4 Fame』がリリースされた。ゲストにはリル・ベイビー、リル・ダーク、OMBピーズィーなどが参加した。このミックステープには、WorldStarHipHopの公式YouTubeチャンネルで7100万回以上再生されたバイラルトラック「ABG」も収録されている。
2018年6月、クアンド・ロンドはシングル「Kiccin' Shit」をリリースした。同月後半、彼がヤングボーイ・ネヴァー・ブローク・アゲインのアトランティック・レコード傘下のレーベル、Never Broke Againの最初の契約アーティストであることが発表された。発表後、クアンドの『Life B4 Fame』はNBAとアトランティックから再リリースされた。
同年8月、彼とケビン・ゲーツはヤングボーイ・ネヴァー・ブローク・アゲインの曲「I Am Who They Say I Am」にフィーチャーされた。翌月、クアンド・ロンドはヤングボーイ・ネヴァー・ブローク・アゲインのEP『4Loyalty』の4曲中3曲にフィーチャーされた。
2018年9月24日、クアンド・ロンドはデビュー作の続編となる2枚目のミックステープ『Life After Fame』をリリースした。このアルバムにはブーシー・バッドアス、ジェイダヤンガン、リッチ・ホーミー・クワン、シャイ・グリズィー、YKオシリス、NBAヤングボーイがゲスト参加した。このミックステープは『ビルボード200』で174位に初登場した。彼はSOB X RBEの米国ツアー「Global Gangin」の一部日程でオープニングアクトを務め、ツアーは2018年12月に終了する予定だった。
2019年2月、クアンド・ロンドはシングル「Scarred from Love」をリリースし、これは2019年5月10日にリリースされた3枚目のミックステープ『From the Neighborhood to the Stage』に収録された。このミックステープにはブロックボーイJB、ノーキャップ、ポロG、シャイ・グリズィーがゲスト参加している。

### 2020–2021年：キャリアにおける論争、『QPac』、『Diary of a Lost Child』、『Still Taking Risks』
2020年1月10日、彼はNever Broke AgainとAtlanticからデビュー・スタジオ・アルバム『QPac』をリリースした。アルバムには2チェインズ、エイ・ブギー・ウィット・ダ・フーディ、リル・ダーク、ル・ケル、ポロGがゲスト参加している。アルバムに先駆けて、「Just Keep Going」、「Double C's」、「Marvelous」（ポロGが客演参加）、「Collect Calls」、「Bad Vibe」（2チェインズ、エイ・ブギー・ウィット・ダ・フーディが客演参加）の5つのシングルがリリースされた。
クアンドの4枚目のミックステープ『Diary of a Lost Child』は、2020年8月26日、週の半ばの水曜日にリリースされた。数ヶ月後の2020年12月4日、クアンドはYouTube限定のミックステープ『Before My Time Up』をリリースした。
キング・ヴォンの死への関与が疑われる論争が数ヶ月続いた後、クアンドは2021年5月7日に6枚目のミックステープ『Still Taking Risks』をリリースした。このミックステープにはフィーチャリングはなく、15曲と3曲のボーナストラックで構成されている。

### 2022年–現在：『3860』、『Recovery』、『Here for a Reason』
2022年11月25日、クアンドはヤングボーイ・ネヴァー・ブローク・アゲインとのコラボレーション・ミックステープ『3860』をリリースした。ミックステープに先立ち、「Give Me a Sign」、「Cream Soda」、「Keep Me Dry」、「It's On」の4つのシングルがリリースされた。プロジェクトはヤングボーイのYouTubeチャンネルにアップロードされたが、ミックステープのリリース当日、ヤングボーイはアトランティック・レコードとの過去の紛争を理由に、このミックステープのリリースを望んでいなかったことを明らかにした。このミックステープはアトランティック傘下でリリースされており、結果的にヤングボーイのYouTubeチャンネルから削除された。ヤングボーイはさらに、クアンドはミックステープをリリースしないという彼の意向を尊重したが、アトランティック・レコードがプロジェクトのリリースを進めたと述べている。
ヤングボーイとの「Give Me a Sign」は、クアンド・ロンドのセカンド・スタジオ・アルバム『Recovery』の20曲目に収録され、アルバムのリードシングルとなった。アルバムに先駆けて他に4つのシングルがリリースされた。「Speeding」はアルバムのセカンドシングルとして2023年1月22日にリリースされた。ルル・パブの死に捧げられたアルバムのサードシングル「Long Live Pabb」は、その翌日の2023年1月23日にリリースされた。「Me First」はアルバムの4枚目のシングルとして2023年2月15日にリリースされた。アルバムの最後のシングル「Tear It Down」は、アルバムの公式発表に先立って2023年3月9日にリリースされた。
2024年11月15日、クアンドはサード・スタジオ・アルバム『Here for a Reason』をリリースし、ウィンター・レイが唯一のゲストとして参加した。このアルバムに先立ち、同年8月にリリースされたサンプラーEP『Here for a Reason: In The Darkest Time』、および3つのシングル「Cash」、「Gotta Do Better & Pray」、「Luh Wodie」がリリースされた。

## 法的な問題

### 2019年：暴行訴訟
2019年3月12日、ラッパーたちのボディガード、ツアーマネージャー、ツアーDJであると主張する男性から、ロンドとヤングボーイ・ネヴァー・ブローク・アゲインに対して暴行、殴打、精神的苦痛で訴訟が起こされたと報じられた。訴状によると、2018年12月21日、サウスカロライナ州フローレンスでのコンサート中に、熱狂的なファンに悩まされた2人のパフォーマーが口論になったという。原告は、彼、ゴールデン（ヤングボーイ）、ボウマン（ロンド）およびその側近たちが、マネジメント、会場のオーナー、コンサート主催者によって楽屋に案内された際、前述の2人から暴行を受けたと主張している。彼は2人の被告から詰め寄られたと述べ、ボウマンが（挑発されていないにもかかわらず）ファンを制止してチームを守るために彼をステージに戻そうとしたことが事件の発端だと主張した。彼が拒否すると、ボウマンとゴールデンは、彼が自身の行動を説明しようとするのを無視して直ちに暴行を加えたという。この結果、被害者は「歯が欠け、顔から出血し、評判にも傷がついた」。ゴールデンの弁護士は、事件について事前に知らなかったが、訴訟の行方を見守ると述べた。

### 2020年：キング・ヴォンとの口論と彼の死
2020年11月6日、アトランタのナイトクラブの外でラッパーのキング・ヴォンとクアンド・ロンドのクルーの間で口論が勃発し、銃撃戦に発展。キング・ヴォンが死亡した。クアンドとその側近は、自分たちは自己防衛で行動しており、攻撃を仕掛けてきたのはヴォンの方だと主張した。『TMZ』は、乱闘の前、クアンドはナイトクラブの外の車で昼寝をしており、目が覚めるとキング・ヴォンとそのクルーが彼と彼の仲間に対して怒りながら近づいてくるのを見つけたと報じた。銃撃戦の前にヴォンがクアンド・ロンドに殴りかかる映像も存在した。監視カメラの映像には、ロンドがヴォンの射殺犯であるティモシー・「ルル・ティム」・リークスを病院に連れて行くのを手伝っている様子も映っていた。
クアンド・ロンドはこの事件について2週間公に沈黙を守っていたが、その後、ヴォンの曲の三部作「Crazy Story」への言及と見られる曲「End of Story」をリリースした。この曲の中で、彼は銃撃事件を回想し、自身の関与について語っている。この曲で、彼は再び自己防衛であったと主張し、キング・ヴォンの殺害容疑で起訴されたルル・ティムへの支持さえ示している。2021年4月、クアンドはこの曲がヴォンへのディスであることを否定し、ヴォンにそのタイトルの曲があることを知らなかったと主張した。強い批判を受けながらも、クアンドは公にリークスを支持し続けている。

### 2022–2024年：州の薬物容疑と連邦法でのギャング関連逮捕
2023年6月、ボウマンはジョージア州チャタム郡で逮捕され、薬物販売とギャング活動に関連する容疑で起訴された。検察側は、ボウマンがローリン・60s・ネイバーフッド・クリップスギャングで指導的役割を果たしており、マリファナの販売に関与していると主張している。アトランティック・レコードの代表者が法廷に現れた後、ボウマンは10万ドルの保釈金で釈放された。しかし、2023年7月19日、保釈が認められてから数週間後、ボウマンは交通事故に遭い、薬物の過剰摂取の兆候を示した。検察はボウマンの保釈取り消しを求める申し立てを行ったが、この申し立ては却下されたものの、ボウマンは裁判が完了するまで運転を禁止された。
2023年12月9日、保釈されてから数ヶ月後、ボウマンは州の薬物容疑で保釈中であったにもかかわらず、連邦の薬物容疑でFBIに逮捕された。12月21日、ボウマンは10万ドルの保釈金で連邦拘留から解放され、裁判を待つ間、自宅軟禁下に置かれた。
2024年2月6日、ボウマンはDUI（飲酒運転）と無謀運転の容疑で逮捕された。彼は4600ドルの保釈金で釈放された。6月25日、アメリカ合衆国司法省は、ボウマンが連邦の薬物容疑に関して司法取引に達したと発表した。8月13日、ボウマンは連邦の薬物容疑について有罪を認めた。12月12日、ボウマンは連邦刑務所で33ヶ月の禁固刑、その後3年間の監視付き釈放、および4万ドルの罰金を科され、刑期は2025年1月10日に開始されることになった。

#### ロサンゼルス銃撃事件
2022年8月19日、ボウマンと、Lul Pabという名前で知られる彼のいとこがロサンゼルスで銃撃され、襲われた。ボウマンのいとこLul Pabはこの銃撃で死亡した。
2024年10月23日、リル・ダーク、Kavon Grant、Deandre Wilson、Keith Jones、David Lindsey、Asa Houstonの全員（ダークのレコードレーベル「Only the Family」の関係者）が逮捕され、2022年8月のクアンド・ロンド銃撃事件とLul Pabの死亡に関連して、殺人請負の共謀、死亡を伴う殺人請負、死亡につながる凶悪犯罪でのマシンガン使用などの容疑で起訴された。この銃撃は、キング・ヴォンの死への報復とされ、検察は「5人の男たちのフライトとレンタカー代はレーベルに関連するクレジットカードで支払われていた」と指摘している。

## 私生活
ボウマンはイスラム教徒である。彼には娘が一人いる。

## ディスコグラフィ
スタジオ・アルバム
- QPac (2020)
- Recovery (2023)
- Here for a Reason (2024)